# Major carrier
Major carrier oder major airline carrier (zu deutsch etwa: bedeutendes Fluglinien-Beförderungsunternehmen) ist eine Bezeichnung, die durch das Verkehrsministerium der Vereinigten Staaten an jene US-amerikanische Fluggesellschaften vergeben wird, deren Erlös während eines Geschäftsjahrs mehr als eine Milliarde US-Dollar beträgt.

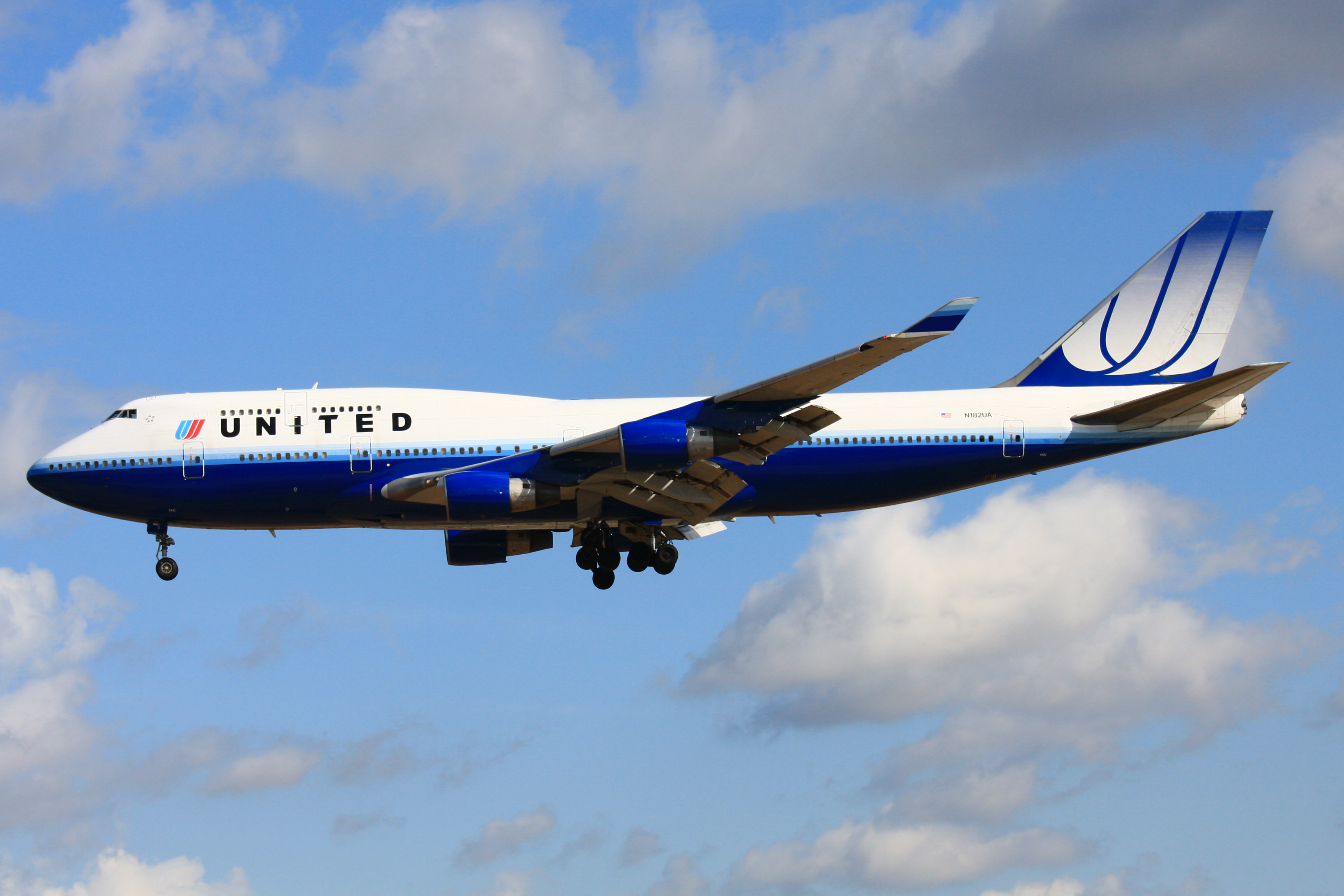
Eine Boeing 747-400 der United Airlines im Farbschema bis 2011

Die folgenden 18 Fluggesellschaften erfüllen dieses Kriterium (Stand: 2021):
- Alaska Airlines
- Allegiant Air
- American Airlines
- Atlas Air
- Delta Air Lines
- Envoy Air
- FedEx Express
- Frontier Airlines
- Hawaiian Airlines
- Jetblue Airways
- Kalitta Air
- Polar Air Cargo
- Republic Airline
- SkyWest Airlines
- Southwest Airlines
- Spirit Airlines
- United Airlines
- UPS Airlines

## Legacy carriers
Der Begriff major carrier oder major airline kann sich zur Unterscheidung von Billigfluggesellschaften in den USA auch auf die legacy carriers, die klassischen nationalen Fluggesellschaften der USA mit umfangreichem Streckennetz beziehen. Diese sind im engeren Sinne heute die verbliebenen Big Three, die großen Drei
- American Airlines (seit 2001 fusioniert mit TWA und seit Dezember 2015 mit US Airways[2])
- Delta Air Lines (seit 2008 fusioniert mit Northwest Airlines)
- United Airlines (seit 2010 fusioniert mit Continental Airlines)

sowie im weiteren Sinne zusätzlich Alaska Airlines und Hawaiian Airlines.